# تاكيهيرو إواكورا
تاكيهيرو إواكورا (باليابانية: 岩切 健浩) (مواليد 24 ديسمبر 1970)، هو لاعب كرة قدم سابق كان يلعب كلاعب وسط.